# Princípio da simetria
David Bloor considera que há quatro princípios gerais que definem o Programa Forte em Sociologia do Conhecimento. São eles: da causalidade, da imparcialidade, da simetria e da reflexividade. O princípio da simetria afirma que os mesmos tipos de causas devem ser evocados para explicar crenças verdadeiras ou falsas e as demais dicotomias mencionadas. Ele foi um dos pilares da emancipação da sociologia em relação à sua capacidade de explicar o empreendimento científico.
Além dele, há o princípio da simetria generalizada, que teve como principal divulgador o filósofo francês Bruno Latour. Ele é uma radicalização do que foi proposto por Bloor. O princípio enuncia que não só a falsidade, a irracionalidade, o fracasso, a verdade, a racionalidade e o sucesso devem ser tratados da mesma maneira, mas também que o polo do objeto e o polo do sujeito (ou da sociedade) devem ser tratados nos mesmos termos. Ele é um dos fundamentos do que veio a ser conhecido como Teoria Ator-rede.